# 김동수 (1986년)
김동수(金東秀, 1986년 9월 8일~)는 대한민국의 은퇴한 축구 선수로 포지션은 공격수였다. 제프 유나이티드 이치하라 지바에 입단한 뒤 리저브 팀을 오가며 활동했다.

## 참고 자료
- “金東秀選手のトップチーム昇格について”. 《J’s GOALアーカイブ》 (보도 자료). 2004년 9월 23일. 2017년 8월 3일에 확인함. 다음 글자 무시됨: ‘和書’ (도움말)
- “現役引退選手について”. 《J’s GOALアーカイブ》 (보도 자료). 2009년 2월 7일. 2017년 8월 3일에 확인함. 다음 글자 무시됨: ‘和書’ (도움말)